# Swedish Touring Car Championship

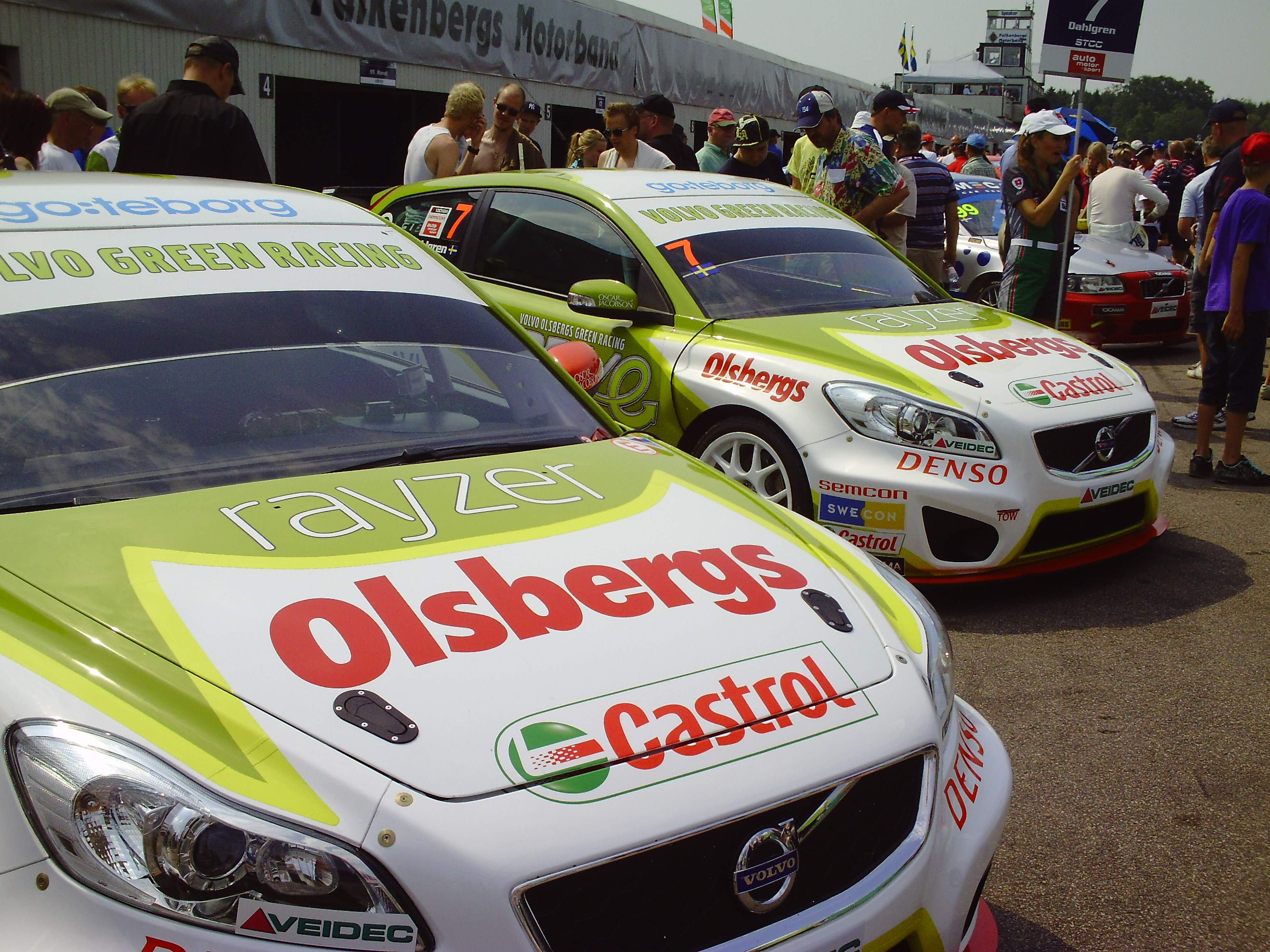
Samochody zwycięskiego w sezonie 2010 zespołu Polestar Racing

Swedish Touring Car Championship (oficjalny skrót STCC) – seria wyścigów samochodowych odbywająca się w latach 1996-2010 w Szwecji i Norwegii, w której udział brały samochody turystyczne. Po zakończeniu sezonu 2010 doszło do połączenia Swedish Touring Car Championship i Danish Touringcar Championship co zaowocowało utworzeniem Scandinavian Touring Car Championship.

## Mistrzowie i sezony
| Sezon | Mistrzostwa       | Mistrzostwa | Mistrzostwa               | Niezależnie      | Niezależnie   |
| Sezon | Kierowca          | Producent   | Team                      | Kierowca         | Producent     |
| ----- | ----------------- | ----------- | ------------------------- | ---------------- | ------------- |
| 1996  | Jan Nilsson       | Volvo       | Flash Engineering         | −                | −             |
| 1997  | Jan Nilsson       | Volvo       | Flash Engineering         | −                | −             |
| 1998  | Fredrik Ekblom    | BMW         | WestCoast Racing          | Pontus Mörth     | Opel          |
| 1999  | Mattias Ekström   | Audi        | Kristoffersson Motorsport | Kim Esbjug       | BMW           |
| 2000  | Tommy Rustad      | Nissan      | Crawford Nissan Racing    | Magnus Krokström | Audi          |
| 2001  | Roberto Colciago  | Audi        | Kristoffersson Motorsport | Tobias Johansson | Audi          |
| 2002  | Roberto Colciago  | Audi        | Kristoffersson Motorsport | Tobias Johansson | Audi          |
| 2003  | Fredrik Ekblom    | Audi        | Kristoffersson Motorsport | −                | −             |
| 2004  | Richard Göransson | BMW         | WestCoast Racing          | Johan Nilsson    | Volvo         |
| 2005  | Richard Göransson | BMW         | WestCoast Racing          | Johan Nilsson    | BMW           |
| 2006  | Thed Björk        | Audi        | Kristoffersson Motorsport | Joakim Fridh     | BMW           |
| 2007  | Fredrik Ekblom    | BMW         | WestCoast Racing          | Joakim Fridh     | Opel          |
| 2008  | Richard Göransson | BMW         | Flash Engineering         | Tobias Johansson | Mercedes-Benz |
| 2009  | Tommy Rustad      | Volvo       | Polestar Racing           | Viktor Hallrup   | BMW           |
| 2010  | Richard Göransson | BMW         | Polestar Racing           | Andreas Ebbesson | BMW           |